# Skjoldbule
En skjoldbule er et rundt, konvekst eller koniskt stykke materiale i midten af et skjold. Skjoldbuler er normalt fremstillet i tykt metal men kan også være lavet af træ. Skjoldbuler var oprindeligt designet til at afbøje slag mod midten af runde skjolde, men de tjente også til at fastgøre skjoldgrebet. I takt med at buede ridderskjolde blev mere udbredte blev læderstropper i højere grad anvendt end et egentligt greb, og skjoldbulen blev mere en æstetisk ting.
I arkæologiske udgravninger er det ofte kun skjoldbulen, der er bevaret, da resten af skjoldet har været fremstillet af lettere forgængeligt organisk materiale.
I Danmark er der fundet flere skjoldbuler fra både jernalderen og vikingetiden, bl.a. i fundet fra Illerup Ådal.